# Klára Dostálová
Klára Dostálová, née le 13 mars 1971 à Prague en Tchécoslovaquie, est une femme politique tchèque. Elle est ministre tchèque du Développement régional du 13 décembre 2017 au 17 décembre 2021. Elle est vice-ministre du Développement régional de 2014 à 2017, députée en octobre 2017 et députée européenne en 2024.

## Biographie
Entre 1989 et 1994, elle étudie l’économie à  Université d’économie de Prague, où elle obtient le titre d’ingénieure.
Entre 1995 et 1997, après avoir obtenu son diplôme, elle travaille comme comptable pour  Dias , puis comme spécialiste du crédit de 1997 à 2001 à la caisse d'épargne. Entre 2001 et 2002, elle est directrice de banquet à l'hôtel Amber Chernigov.
Elle devient en 2002 employée de l'autorité régionale Région de Hradec Králové, où elle dirige le secrétariat du Conseil régional « NUTS Nord-Est ». Elle est directrice du European Design Centre entre 204 et 2014. Entre 2009 et 2014, elle en est la présidente du conseil d'administration,.
Au cours de son mandat, elle fait face à des soupçons de manipulation de l'appel d'offres pour la réparation de la place de Hořice. Le CEP prépare une demande de subvention et l’offre est remportée par la suite par Hochtief.
Elle est également mise en cause dans l'organisation de droit public  Revitalisation of KUKS  (en 2012 en tant que présidente du conseil d'administration et en 2013-2014 en tant qu'administratrice).
Elle est depuis 2014 membre du conseil d'administration du « Service de secours en montagne de la République tchèque ».
Klára Dostálová est mariée et a deux enfants. Elle vit à Hořice.

## Carrière politique
Elle devient en février 2014 vice-ministre du Développement régional, responsable des fonds européens et supervisant le fonctionnement des programmes opérationnels.
Elle reste au ministère après l'arrivée d'un nouveau ministre. Elle quitte néanmoins sa fonction après les élections législatives de 2017.
Aux élections régionales tchèques de 2016, elle dirige la campagne du mouvement ANO 2011 tout en n’en faisant pas partie.
Cependant, elle est forcée de démissionner de son mandat de conseillère régionale en avril 2017 en raison de l'incompatibilité des fonctions de représentante régionale et de vice-ministre du Développement régional.
Elle est élue députée en octobre 2017 dans la Région de Hradec Králové, toujours avec le mouvement ANO 2011 même si elle n’y est toujours pas adhérente.
Au début du mois de novembre 2017, elle est déclarée comme possible candidate au poste de ministre du Développement régional. Le 13 décembre 2017, le président Miloš Zeman la nomme à ce poste.
Au mois de juin 2018, Andrej Babiš la propose à nouveau à ce poste dans son deuxième gouvernement et le 27 juin 2018, le président Miloš Zeman la confirme dans ses fonctions.
En décembre 2018, elle devient l'un des principaux suspects dans l'affaire dans laquelle la police est intervenue dans son ministère. Selon les enquêteurs, alors qu'elle était encore députée, elle aurait dépensé de l'argent en faveur des élus, en dehors des procédures officielles habituelles. Elle est soupçonnée de fraude subventionnée et d'abus de pouvoir, c’est pourquoi une perquisition est effectuée. Des contrats d’un montant de 38 millions de couronnes sont en jeu.
Elle est élue députée européenne en 2024.